# Anibare
Anibare, en nauruan Anybody, est un des quatorze districts de Nauru. Le district d'Anibare fait partie de la circonscription électorale d'Anabar.

## Géographie

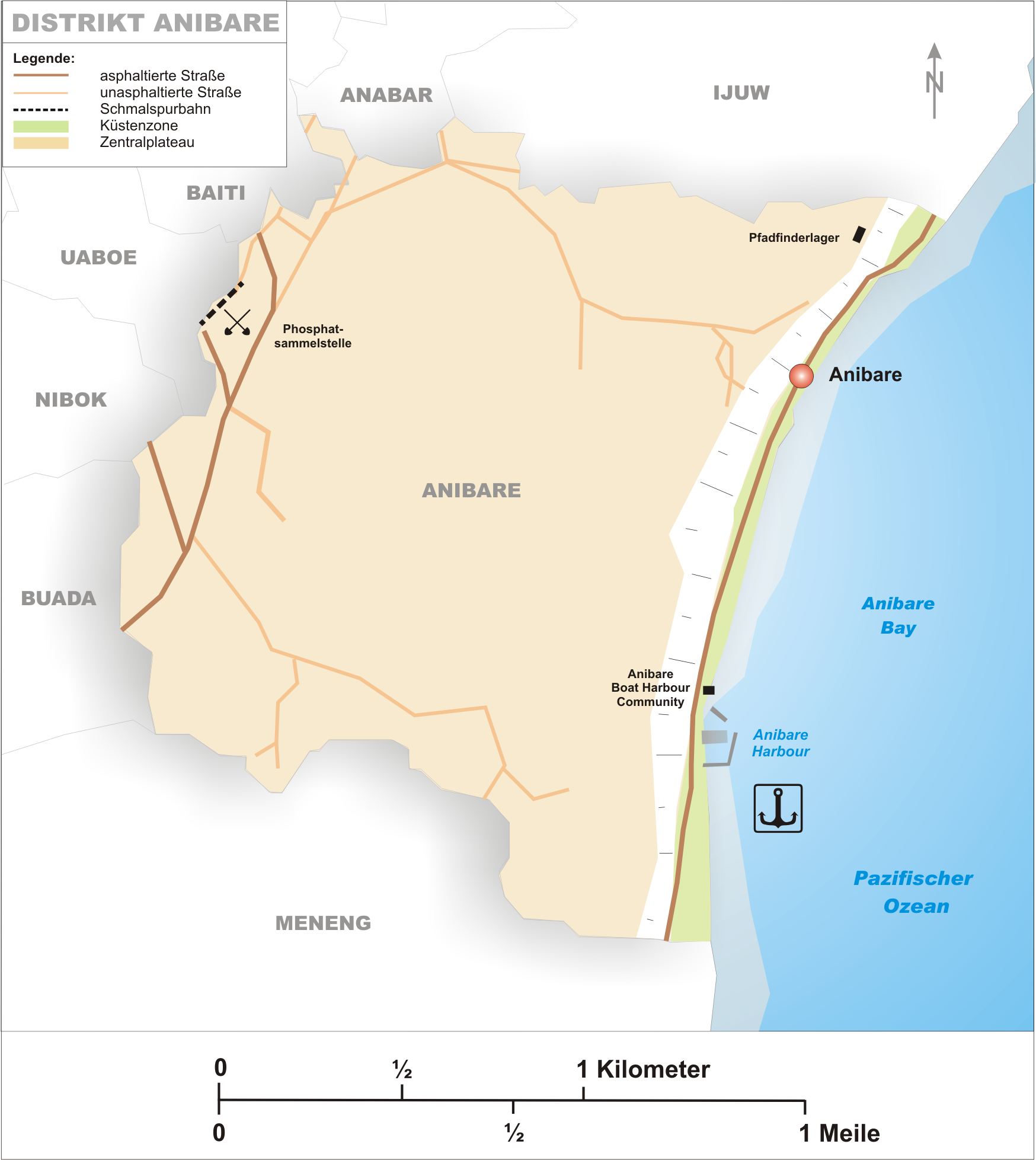
Carte du district d'Anibare.

Anibare se trouve dans l'Est de l'île de Nauru. Il est bordé par l'océan Pacifique à l'est et par les districts de Ijuw et Anabar au nord, Baiti, Uaboe, Nibok et Buada à l'ouest et Meneng au sud.

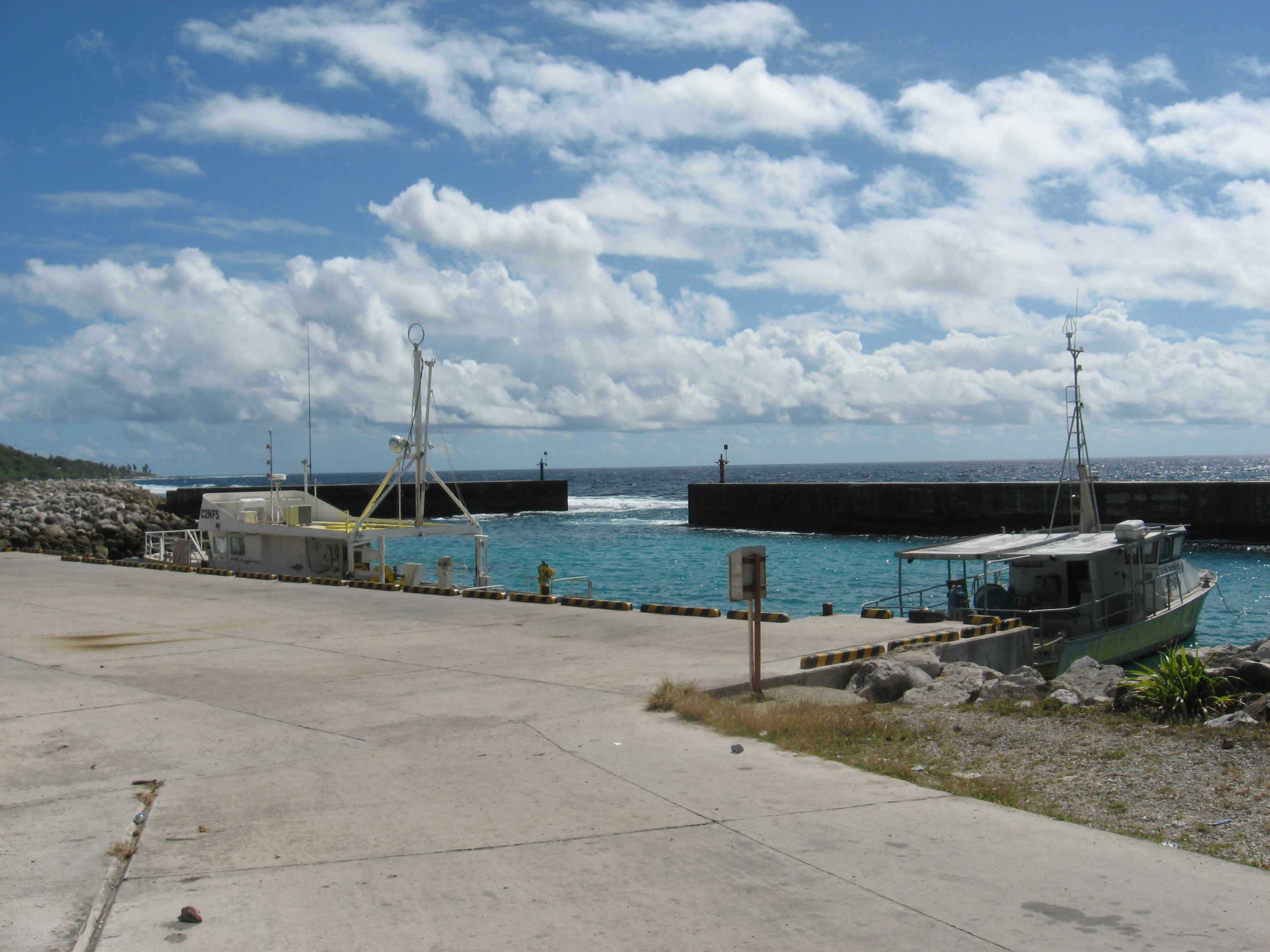
Port d'Anibare

Son altitude moyenne est de 30 mètres (minimale : 0 mètre, maximale : 40 mètres) et sa superficie est de 3,1 km2 (premier rang sur quatorze).
La façade maritime du district d'Anibare est formée par la baie d'Anibare.

## Infrastructures
Anibare abrite sur son territoire le port d'Anibare construit en 2000 avec l'aide du Japon et le stock de phosphate sur le plateau central de l'île.

## Population
Anibare est peuplé de 231 habitants (treizième rang sur quatorze) avec une densité de population de 73,6 hab/km2..
La zone correspondant au district d'Anibare était composée à l'origine de 17 villages : Adreyi, Agabwe, Anakawidua, Anera, Anitobu, Aribeang, Ate, Boneda, Bweranibek, Bweteboe, Bweteoaru, Eatedogi, Etamor, Gene, Kawinanut, Merubo et Yanmwitebwiyeye.